# Hjalmart Andersen
Hjalmart Nørregaard Andersen (født 11. oktober 1889 i Stubbekøbing, død 23. januar 1974 i Risskov) var en dansk gymnast, som deltog i de olympiske lege 1912. 
Sammen med 19 andre danske deltagere vandt han ved legene bronzemedalje i holdgymnastik efter frit system, Holdet kæmpede med fire andre om placeringerne, og her vandt Norge med 22,85 point foran Finland med 21,85 og Danmarks 21,25.